# Atentado em Gao em janeiro de 2017
O ataque bombista a Gao ocorreu em 18 de Janeiro de 2017 quando um homem-bomba conduziu um veículo cheio de explosivos contra um acampamento militar perto de Gao, no Mali, provocando pelo menos 77 mortos e dezenas de feridos. O acampamento abriga as Forças Armadas do Mali, a Plataforma e a Coordenação dos Movimentos de Azauade (CMA), encarregados de liderar as patrulhas conjuntas previstas pelo Acordo de Paz e Reconciliação de Argel em 2015. O incidente, reivindicado por Al-Mourabitoune, um grupo afiliado a Al-Qaeda, foi o ataque terrorista mais mortal na história do Mali.